# سفیان علودی
سفیان علودی (عربی: سفيان علودي؛ زادهٔ ۱ ژوئیهٔ ۱۹۸۳) بازیکن فوتبال اهل مراکش است.
از باشگاه‌هایی که در آن بازی کرده‌است می‌توان به باشگاه فوتبال الوصل امارات، باشگاه فوتبال الکوکب المراکشی، باشگاه فوتبال ارتش سلطنتی مراکش، باشگاه فوتبال العین، و باشگاه فوتبال الرجا اشاره کرد.
وی همچنین در تیم ملی فوتبال مراکش بازی کرده‌است.